# Saison 2 d'Ash vs. Evil Dead
Chronologie
Saison 1 Saison 3
Cet article présente les dix épisodes de la deuxième saison de la série télévisée américaine Ash vs. Evil Dead.

## Synopsis
Après avoir combattu, une fois de plus, les sinistres cadavéreux et mené un terrible combat avec ses deux acolytes, Pablo et Kelly, Ash pense avoir mérité de se détendre et de faire la fête avec ses amis. Néanmoins, Ash va vite se rendre compte que les cadavéreux ne sont pas prêts à le laisser en paix. Il va devoir s'allier à la maléfique Ruby pour combattre cette menace grandissante et remonter jusqu'aux origines de l’histoire pour tenter d’empêcher qu'une énorme catastrophe ne se produise...

## Distribution

### Acteurs principaux
- Bruce Campbell (VF : Thierry Mercier) : Ash Williams
- Ray Santiago (VF : Fabrice Fara) : Pablo Simon Bolivar
- Dana DeLorenzo (VF : Charlotte Correa) : Kelly Maxwell
- Lucy Lawless (VF : Céline Monsarrat) : Ruby Knowby
- Michelle Hurd (VF : Géraldine Asselin) : Linda B. Emery
- Ted Raimi (VF : Benoît Du Pac) : Chet Kaminski / Henrietta Knowby possédée

### Acteurs récurrents et invités
- Stephen Lovatt (VF : Stéphane Roux (en)) : Thomas Emery
- Lee Majors (VF : José Luccioni) : Brock Williams
- Pepi Sonuga (VF : Christèle Billault) : Lacey Emery
- Joel Tobeck (VF : Constantin Pappas) : Baal
- Ellen Sandweiss : Cheryl Williams
- Nicholas Hope : professeur Raymond Knowby
- Alison Quigan (VF : Céline Duhamel) : Henrietta Knowby
- Sara West : Tanya

## Liste des épisodes

### Épisode 1:Retour aux sources
- États-Unis : 2 octobre 2016 sur Starz
- France : 3 octobre 2016 sur OCS Choc

- États-Unis : 436 000 téléspectateurs[1] (première diffusion)

- Stephen Lovatt (Thomas Emery)
- Lee Majors (Brock Williams)

### Épisode 2:Dans le couloir de la morgue
- États-Unis : 9 octobre 2016 sur Starz
- France : 10 octobre 2016 sur OCS Choc

- États-Unis : 333 000 téléspectateurs[2] (première diffusion)

- Stephen Lovatt (Thomas Emery)
- Lee Majors (Brock Williams)

### Épisode 3:Dernier Appel
- États-Unis : 16 octobre 2016 sur Starz
- France : 17 octobre 2016 sur OCS Choc

- États-Unis : 321 000 téléspectateurs[3] (première diffusion)

- Lee Majors (Brock Williams)
- Pepi Sonuga (Lacey Emery)
- Olivia Mahood (Amber)

### Épisode 4:Conduite à risque
- États-Unis : 23 octobre 2016 sur Starz
- France : 24 octobre 2016 sur OCS Choc

- États-Unis : 274 000 téléspectateurs[4] (première diffusion)

- Lee Majors (Brock Williams)
- Pepi Sonuga (Lacey Emery)

### Épisode 5:Huis clos
- États-Unis : 30 octobre 2016 sur Starz
- France : 31 octobre 2016 sur OCS Choc

- États-Unis : 274 000 téléspectateurs[5] (première diffusion)

- Pepi Sonuga (Lacey Emery)
- Stephen Lovatt (Thomas Emery)
- Joel Tobeck (Baal)

### Épisode 6:Fusion démoniaque
- États-Unis : 6 novembre 2016 sur Starz
- France : 7 novembre 2016 sur OCS Choc

- États-Unis : 330 000 téléspectateurs[6] (première diffusion)

- Pepi Sonuga (Lacey Emery)
- Stephen Lovatt (Thomas Emery)
- Joel Tobeck (Baal)
- Ellen Sandweiss (Cheryl Williams)

### Épisode 7:Hallucinations
- États-Unis : 13 novembre 2016 sur Starz
- France : 14 novembre 2016 sur OCS Choc

- États-Unis : 337 000 téléspectateurs[7] (première diffusion)

- Joel Tobeck (Baal)

### Épisode 8:Ashy Slashy
- États-Unis : 20 novembre 2016 sur Starz
- France : 21 novembre 2016 sur OCS Choc

- États-Unis : 237 000 téléspectateurs[8] (première diffusion)

- Joel Tobeck (Baal)
- Stephen Lovatt (Thomas Emery)

### Épisode 9:En avant vers l'arrière
- États-Unis : 4 décembre 2016 sur Starz
- France : 5 décembre 2016 sur OCS Choc

- États-Unis : 266 000 téléspectateurs[9] (première diffusion)

- Nicholas Hope (professeur Raymond Knowby)
- Alison Quigan (Henrietta Knowby)
- Sara West (Tanya)

### Épisode 10:Peau de Baal
- États-Unis : 11 décembre 2016 sur Starz
- France : 12 décembre 2016 sur OCS Choc

- États-Unis : 269 000 téléspectateurs[10] (première diffusion)

- Nicholas Hope (professeur Raymond Knowby)
- Sara West (Tanya)
- Joel Tobeck (Baal)
- Ellen Sandweiss (Cheryl Williams)
- Lee Majors (Brock Williams)